# Église San Luigi Gonzaga de Milan
L'église San Luigi Gonzaga (italien : chiesa di San Luigi Gonzaga) est une église catholique située à Milan en Italie.

## Localisation
L'église se situe dans le quartier Gamboloita au sud du centre-ville de Milan.

## Historique
L’église est construite entre 1892 et 1897 comme hommage pour marquer le vingt-cinquième anniversaire de l’élévation à l’épiscopat de l’archevêque de Milan, Luigi Nazari di Calabiana,. Le projet est conçu par le curé de Vergiate, l’architecte Don Enrico Locatelli, avec la collaboration de l’ingénieur Antonio Casati.
La première pierre est posée par Nazari di Calabiana le 20 novembre 1892, mais il meurt le 23 octobre de l’année suivante et ne peut donc pas assister à l’achèvement de l’église. Celle-ci est alors consacrée par son successeur, le cardinal Andrea Carlo Ferrari, lors d’une cérémonie tenue le 3 juillet 1897,.

## Architecture
Le bâtiment présente une structure à trois nefs, dont la nef centrale se termine par une abside ajourée et bordée de colonnes en marbre. La façade comporte une section centrale en saillie, soutenue par quatre colonnes, tandis que le campanile situé sur le côté de l’église s’élève à 50 mètres de hauteur.